# Miecz Goujiana

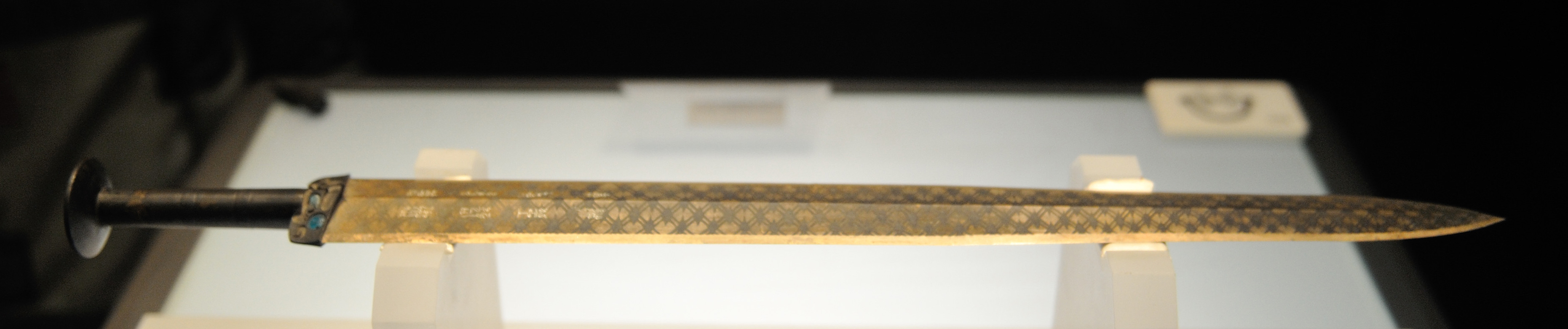
Miecz Goujiana w Muzeum Prowincji Hubei

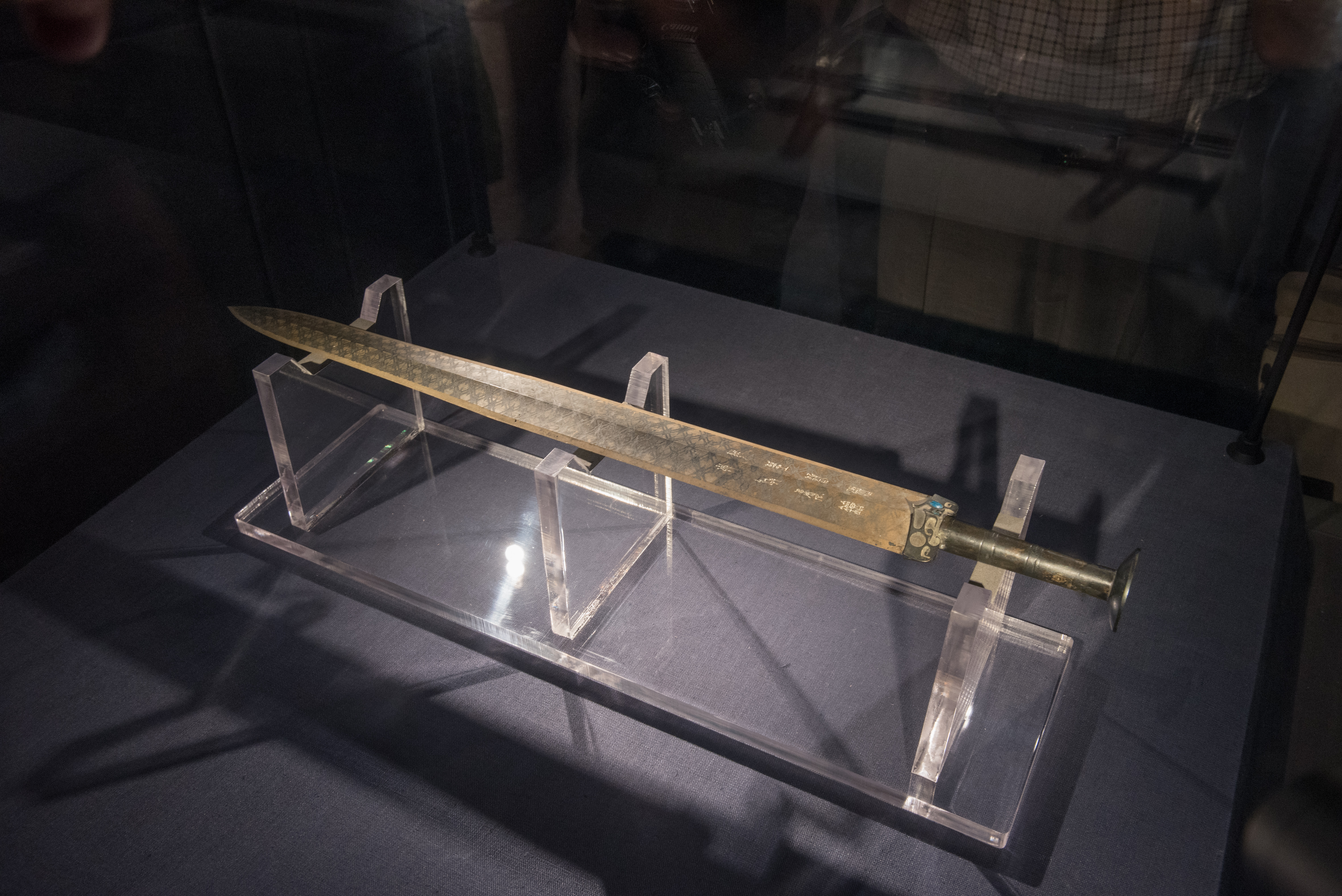

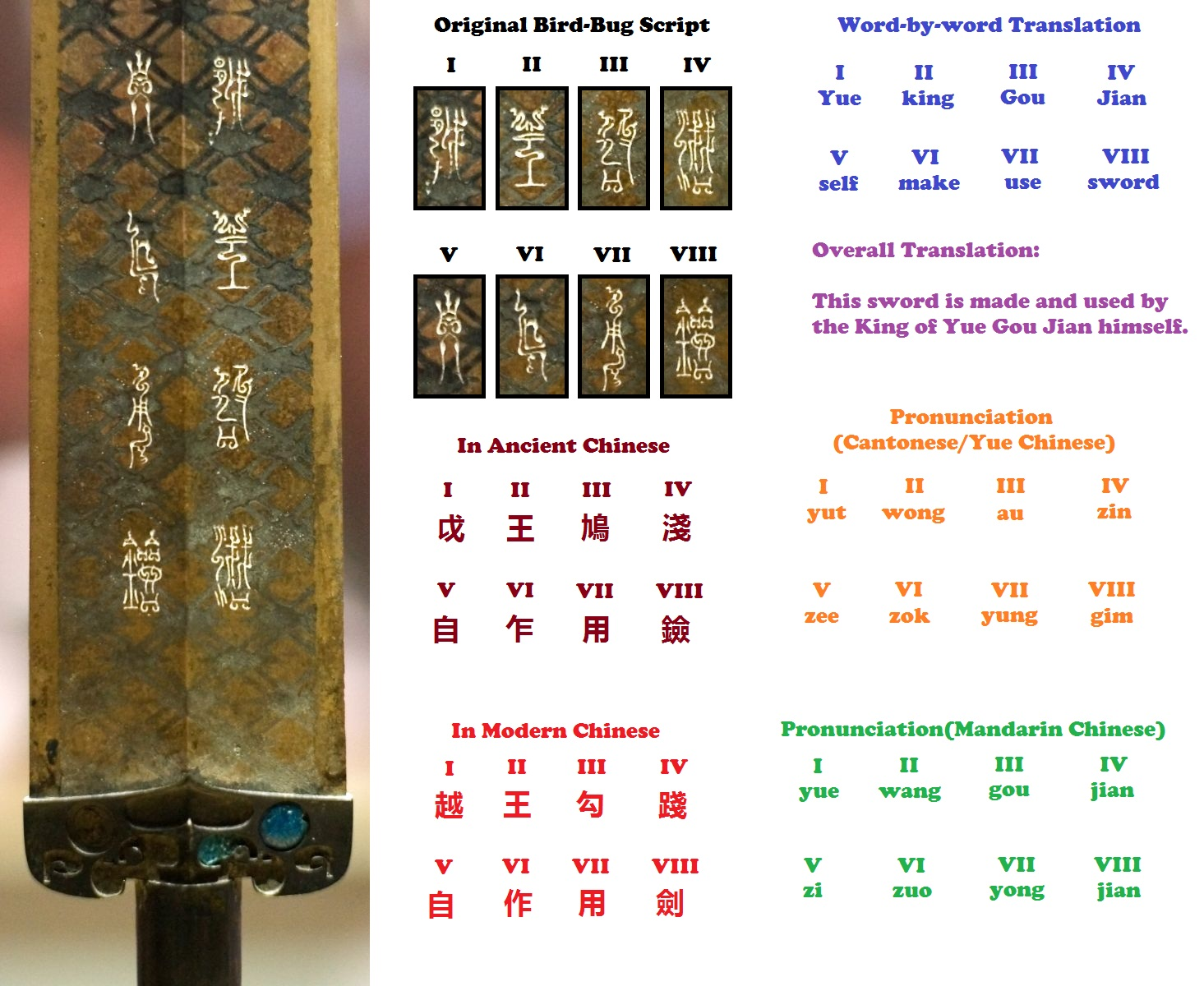
Inskrypcja na głowni, z tłumaczeniem na współczesny chiński i angielski

Miecz Goujiana (chiń. upr. 越王勾践剑; chiń. trad. 越王勾踐劍; pinyin Yuè Wáng Gōujiàn jiàn) – chiński miecz pochodzący z okresu Wiosen i Jesieni, przechowywany w Muzeum Prowincji Hubei. Należał do króla Goujiana, władcy królestwa Yue.
Zimą 1965 roku w powiecie Jiangling w prefekturze Jingzhou w prowincji Hubei, podczas budowy zbiornika retencyjnego na rzece Zhang, archeolodzy natrafili na kilkanaście starożytnych grobowców z czasów państwa Chu. W jednym z nich oznaczonym jako Wangshan No. 1 położonym ok. 7 km od ruin starożytnej stolicy państwa Chu, Jinan, odkryto około 400 artefaktów, w tym naczynia z brązu i jadeitu. Grobowiec ten należał do średniej rangi urzędnika, miał niewielki kopiec, wysoki na 2,8 m, o średnicy podstawy 18 m. Pod kopcem znajdował się dół grobowy o rozmiarach 13,6  na  16,1 m, o ścianach wyprofilowanych w pięć stopni. Na dno grobowca prowadziła ścieżka długości ok. 16 m, a komora grobowa podzielona była na trzy pomieszczenia. Większość z 400 artefaktów stanowiły przedmioty z laki, wśród nich wspaniały, wielokolorowy parawan, z wyobrażeniami 51 zwierząt. Przewaga darów grobowych z laki i jedwab jest typowa dla pochówków z Chu; w przypadku grobu Wangshan 1, proporcje artefaktów z laki i brązu były dość zbliżone, niemniej tych pierwszych było więcej i były lepszej jakości. Ostatecznie z grobu wydobyto 160 przedmiotów z brązu.
Znajdowała się tam również trumna, której otwarcie ujawniło szkielet mężczyzny, a przy nim miecz z brązu schowany w drewnianej pochwie. Po przetłumaczeniu napisów na bambusowych paseczkach, znalezionych w grobowcu, okazało się, że grób należał do urzędnika imieniem Zhao Gu. Miecz przy nim, pomimo upływu ponad 2000 lat, nie był zardzewiały, a jego ostrze nie stępiało. Szczegółowe badania wykazały, że korpus głowni wykonano z brązu o podwyższonej zawartości miedzi, co zmniejszyło jego podatność na zniszczenia i dodało mu elastyczności. Natomiast na ostrzach odkryto zwiększoną ilość cyny, co uczyniło je twardszymi i podniosło prawdopodobieństwo, że pozostaną ostre. Ponadto domieszka siarki zawarta w mieczu oraz hermetyczna pochwa pomogły zachować go w bardzo dobrym stanie.
Zabytek mierzy 61,1 cm długości (9,3 cm rękojeść i 55,7 cm ostrze), 4,6 cm szerokości i waży 875 gramów. Udekorowany jest wzorem z rombów, a jego rękojeść z obu stron zdobi niebieskie i turkusowe szkliwo, które dodatkowo owinięte jest jedwabną nicią. Na jego powierzchni wyryto w dwóch kolumnach 8-znakową inskrypcję, z czego rozszyfrowano 6 znaków: „król Yue” i „wykonał ten miecz na własny użytek”. Pozostałe dwa znaki oznaczają najpewniej jednego z władców Yue, przypuszczalnie Goujiana, który panował w latach 496-465 p.n.e., co oznacza, że miecz liczy ok. 2500 lat.